# Lađevci (gmina Čajniče)
Lađevci (cyr. Лађевци) – wieś w Bośni i Hercegowinie, w Republice Serbskiej, w gminie Čajniče. W 2013 roku liczyła 4 mieszkańców.